# Шатиришвили, Давид Арчилович
Давид Арчилович Шатиришвили (укр. Давид Арчілович Шатірішвілі; 14 сентября 1985, Ялта, Крымская область — 14 июня 2020, Киев) — украинский политик и предприниматель. Глава Деснянского района Киева (2020).

## Биография
Родился 14 сентября 1985 года в Ялте.
С июня по август 2002 года являлся помощником менеджера в компании «ТВП Киевтекстиль». Окончил магистратуру Киевского политехнического института в 2007 году по специальности «менеджер внешнеэкономической деятельности».
С 2006 по 2010 года — директор частного предприятия «Флексопласт-Украина». В 2010 году стал директором компании «Бассан», где проработал до 2016 года. В 2016 году стал аспирантом Национальной академии государственного управления при Президенте Украины.
С марта 2016 по февраль 2017 года — заместитель директора дирекции по строительству и содержанию объектов транспорта и вспомогательной инфраструктуры в «Киевпастрансе». После этого в течение года был заместителем директора по внешнеэкономическим вопросам в предприятии «Институт „Киевдормостпроект“». В декабре 2018 года стал директором «Сититрансконстракшен».
18 мая 2020 года Президент Украины Владимир Зеленский назначил Шатиришвили главой районной государственной администрации Деснянского района Киева.
Скончался 14 июня 2020 года в Киеве в возрасте 34 лет.

## Доходы
Шатиришвили владел миллионным состоянием. Согласно декларации о доходах за 2019 год он владел украинскими компаниями ООО «Сититрансконстрашен» , ЧП «Флексопласт-Украина», ООО «Торговый дом „Киевтекстиль“», ООО «Вилинова», ООО «Бассан» и грузинскими — «DS Development» и «Thermoindustria LLC»